# Мир грядущий
«Мир грядущий» (англ. The World to Come) — американский художественный фильм режиссёра Моны Фастволд, который вышел на экраны в 2020 году. Главные роли в нём сыграли Ванесса Кирби, Кэтрин Уотерстон, Кейси Аффлек и Кристофер Эбботт.

## Сюжет
Действие фильма происходит в американской глубинке в 1856 году. Главные герои — две молодые замужние женщины, живущие на соседних фермах. Эбигейл заключила практичный брак без любви с Дайером, и после потери маленькой дочери между супругами усиливается эмоциональное отчуждение; Талли замужем за Финни, который, по её рассказам, бывает властным и жестоким. Дружба между героинями постепенно переходит в любовную связь. Дайера расстраивает то, что его жена много времени проводит с подругой, а Финни начинает ревновать. Эбигейл даже замечает однажды синяки на шее Талли. Вскоре после этого Финни и Талли внезапно переезжают в другой округ. Эбигейл отправляется вместе с мужем навестить подругу, но по приезде узнаёт, что та умерла. По словам Финни, Талли болела дифтерией.
В финале картины Эбигейл вспоминает, как занималась с Талли любовью. Она продолжает жить с мужем и представляет, как убивает Финни. 

## В ролях
- Ванесса Кирби — Талли
- Кэтрин Уотерстон — Эбигейл
- Кейси Аффлек — Дайер
- Кристофер Эбботт — Финни

## Создание и оценки
Проект был анонсирован в феврале 2019 года. Продюсером стал Кейси Аффлек, режиссёром — Мона Фастволд, сценарий написали Рон Хансен и Джим Шепард. Аффлек получил одну из мужских ролей, а главные женские роли достались Ванессе Кирби и Кэтрин Уотерстон. Съёмки начались в сентябре 2019 года в Румынии. Премьера состоялась 6 сентября 2020 года на 77-м Венецианском кинофестивале, где фильм был удостоен награды «Квир-лев». 12 февраля 2021 года «Мир грядущий» вышел в ограниченный театральный прокат в США, 6 марта 2022 года — в британский прокат.
Обозреватель «Фильм.ру» Егор Козкин охарактеризовал «Мир грядущий» как «поэтичную и неспешную ЛГБТ-драму», «изящное упражнение в стиле», недостатки которого — неровность сценария, «эмоциональная хромота» финала, явная карикатурность обоих героев-мужчин. Алихан Исрапилов с Cinemaholics.ru тоже раскритиковал сценарий, авторы которого, по его словам, «по определению чего-то не понимают в женской любви». Рецензент пишет о «сценарной катастрофе», проявившейся в изобилии литературных приёмов, чужеродности детективной составляющей, поспешности концовки. При этом он считает, что Кирби и Уотерстон сыграли здесь лучшие роли в своей карьере.